# F.E.A.R. 3
F.E.A.R. 3 (stylizováno jako F.3.A.R.) je psychologická hororová videohra z pohledu první osoby pro PlayStation 3, Windows a Xbox 360 z roku 2011. Vyvinula ji společnost Day 1 Studios a vydala společnost Warner Bros Interactive Entertainment. Jedná se o třetí hru ze série F.E.A.R. V roce 2015 byla vydána na serveru GOG.com a v roce 2021 byla přidána do programu zpětné kompatibility společnosti Microsoft, díky čemuž ji lze hrát na konzolích Xbox One a Xbox řady X/S. Režisér John Carpenter konzultoval scény a scénář, který napsal komiksový spisovatel a romanopisec Steve Niles. Jedná se o jedinou hru F.E.A.R., která obsahuje kooperativní režim.

## Příběh
Hra se odehrává devět měsíců po dokončení hry F.E.A.R. 2: Project Origin a těhotenství Almy Wadeové se blíží ke konci. Když vzkříšený Paxton Fettel zachrání Point Mana ze zajetí společnosti Armacham Technology Corporation (ATC) v brazilském vězení, oba nedůvěřiví bratři se vracejí do Fairportu. Point Man má v plánu zachránit stále pohřešovanou Jin Sun-Kwon a zabránit Almě v porodu. Fettel má však zcela jiný motiv. Mezitím se objeví nová hrozba, které se děsí i sama Alma.

## Vývoj
Hra původně vznikala pod názvem F.E.A.R. 2. Měla být vydána společností Vivendi Games jako přímá konkurence projektu Origin od Monolith Productions. Když však Warner získal práva na celou sérii, hra byla přetvořena na F.E.A.R. 3. Následně se v obtížném vývojovém cyklu střetly společnosti Day 1 a Warner kvůli mnoha herním prvkům, přičemž Warner donutil společnost Day 1, aby hru vytvořila jako kooperativní. Společnost Warner, nadšená úspěchem her Call of Duty, také nařídila, aby se více zaměřila na akci a méně na horor, což byl přesný opak toho, co společnost Day 1 pro hru původně plánovala. Mnoho zaměstnanců společnosti Day 1 bylo nuceno projekt opustit ještě před jeho dokončením. Po třech odkladech byla hra nakonec vydána, ale málokdo ze společnosti Day 1 s ní byl spokojen.

## Hodnocení, kritika a prodeje
Hra se setkala s obecně smíšeným hodnocením a byla považována za výrazně horší než původní díl. Kritici obecně chválili multiplayer, kooperaci, odlišení herních stylů Point Mana a Fettela, grafiku, hratelnost a bojové mechanismy, ale nebyli nadšeni z děje, absence skutečného hororu a krátké délky kampaně. Mnozí kritici měli pocit, že ačkoli se jedná o solidní, i když okoukanou střílečku z pohledu první osoby, jako hra F.E.A.R. selhala.
Prodejnost hry byla zklamáním a série F.E.A.R. byla od jejího vydání pozastavena.